# Rotenberg (Stuttgart)
Rotenberg ist ein Stadtteil von Stuttgart und gehört zum Stuttgarter Stadtbezirk Untertürkheim. Er grenzt an den Stadtbezirk Obertürkheim (Uhlbach) und die Nachbargemeinde Fellbach.

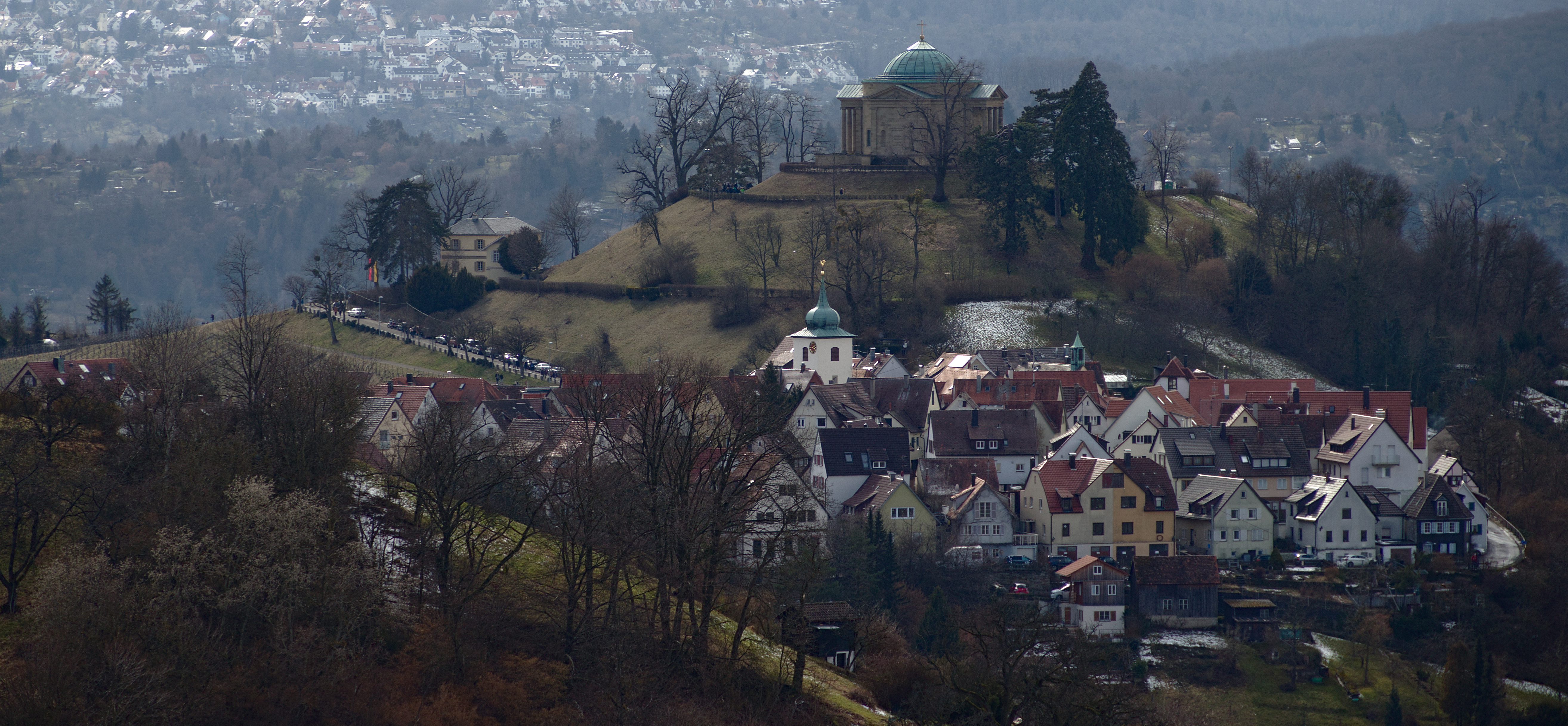
Nordost-Ansicht von Rotenberg

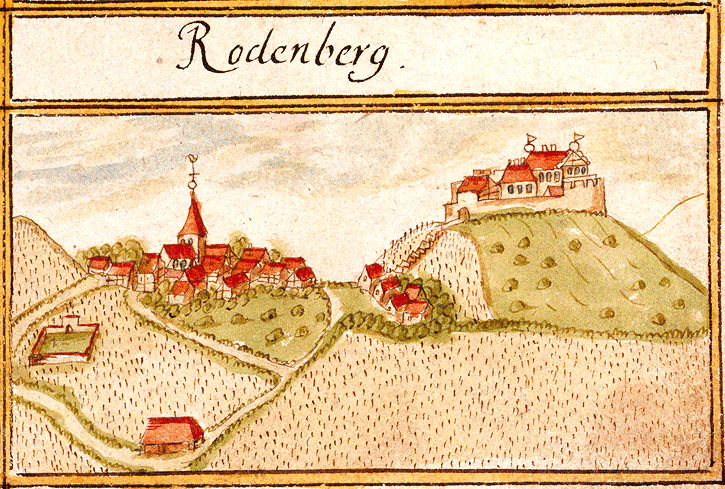
Rotenberg 1685, Forstlagerbuch von Andreas Kieser

## Geschichte
Das Dorf Rotenberg (früher auch „Rothenberg“) wird 1248 zum ersten Mal urkundlich erwähnt und gehörte zum Kernbestandteil Altwürttembergs. Jahrhunderte prägte die wehrhafte Burg Wirtemberg, die Stammburg der Württemberger, das Bild zwischen der freien Reichsstadt Esslingen am Neckar und der Residenzstadt Stuttgart, ehe sie im Jahre 1819 auf Beschluss des damaligen Königs Wilhelm I. vollständig abgetragen wurde. An ihrer Stelle ließ er ein prachtvolles Mausoleum, die Grabkapelle auf dem Württemberg, für seine früh verstorbene zweite Frau, die Zarentochter Katharina Pawlowna, erbauen.
1907 wurde der Berg Rotenberg mit der Grabkapelle durch König Wilhelm II. offiziell in Württemberg umbenannt.
Rotenberg gehörte zum württembergischen Oberamt Cannstatt und von 1923 bis 1931 zum Oberamt Esslingen. 1931 verlor Rotenberg seine Selbstständigkeit und wurde als zwölfte Gemeinde nach Stuttgart eingemeindet. Bei der Einteilung der Stadt Stuttgart in Stadtbezirke 1956 wurde Rotenberg dem Stadtbezirk Untertürkheim zugeordnet.
Charakteristisch für das Wohngebiet ist die exponierte Aussichtslage und die eingeschränkten Bebauungsmöglichkeiten.

## Sehenswürdigkeiten
Die bekannteste Sehenswürdigkeit von Rotenberg und ein Wahrzeichen der Stadt Stuttgart ist die von König Wilhelm I. beauftragte und von Giovanni Salucci 1824 für die verstorbene Königin Katharina Pawlowna erbaute Grabkapelle auf dem Württemberg. Salucci errichtete darüber hinaus auch das unter der Grabkapelle befindliche Priesterhaus und Ökonomiegebäude.
Das Ortsbild von Rotenberg mit zahlreichen Fachwerkhäusern steht unter Denkmalschutz. Im alten Schulhaus befindet sich ein Ortsmuseum mit einer heimatgeschichtlichen Ausstellung der Stadtteile Untertürkheim/Rotenberg.
Als Teil der Stuttgarter Weinbaugebiete gehört Rotenberg – mit der Kelter der Weingärtnergenossenschaft Collegium Wirtemberg – zur Württemberger Weinstraße.
Weitere Sehenswürdigkeiten sind der Josua-und-Kaleb-Brunnen, die Barock-Dorfkirche mit Zwiebelturm von 1754, das Sühnekreuz von 1724 am Schäferlesweg sowie der Aussichtspunkt auf das Neckartal an der Egelseer Heide.

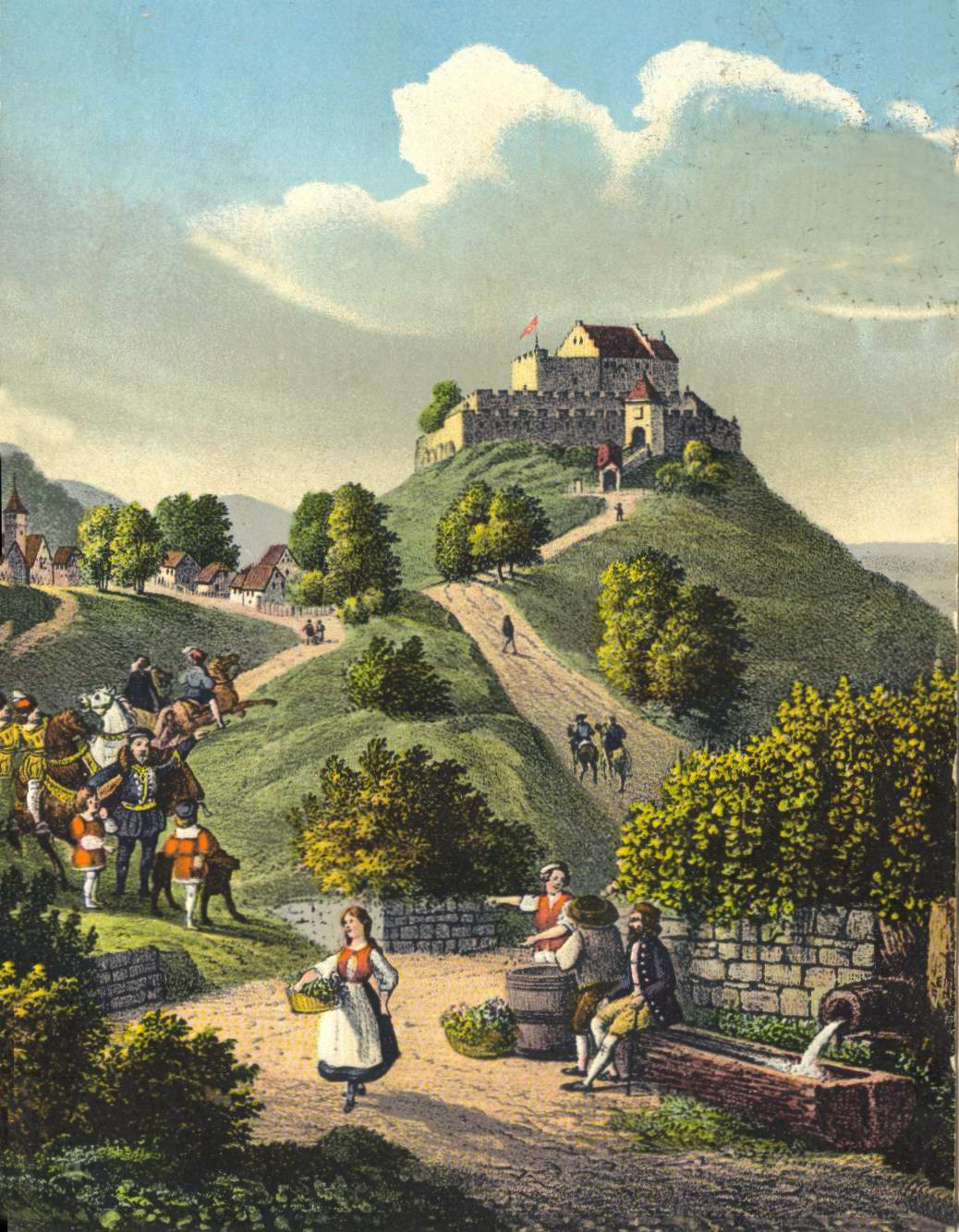
Burg Wirtemberg
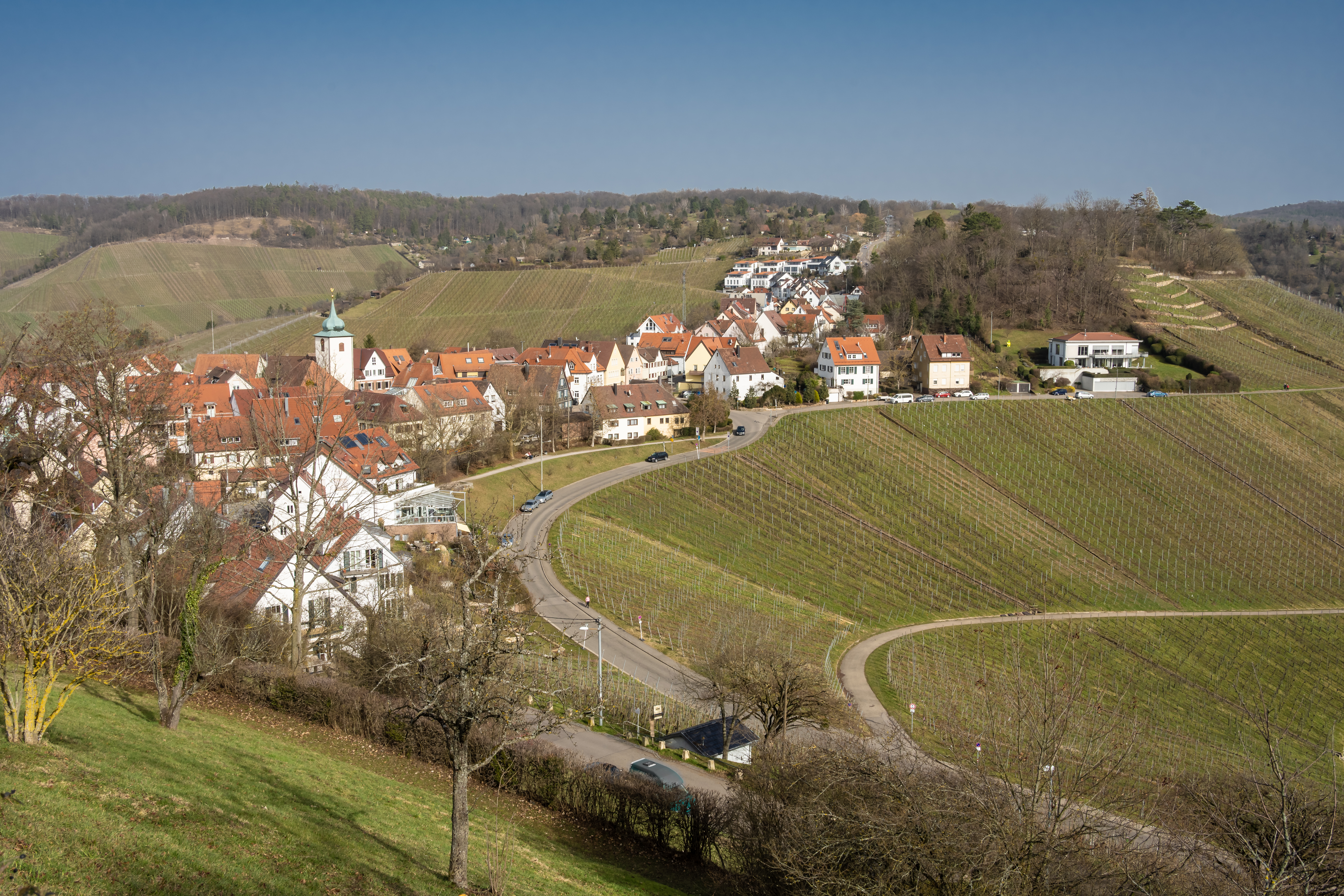
Blick vom Württemberg
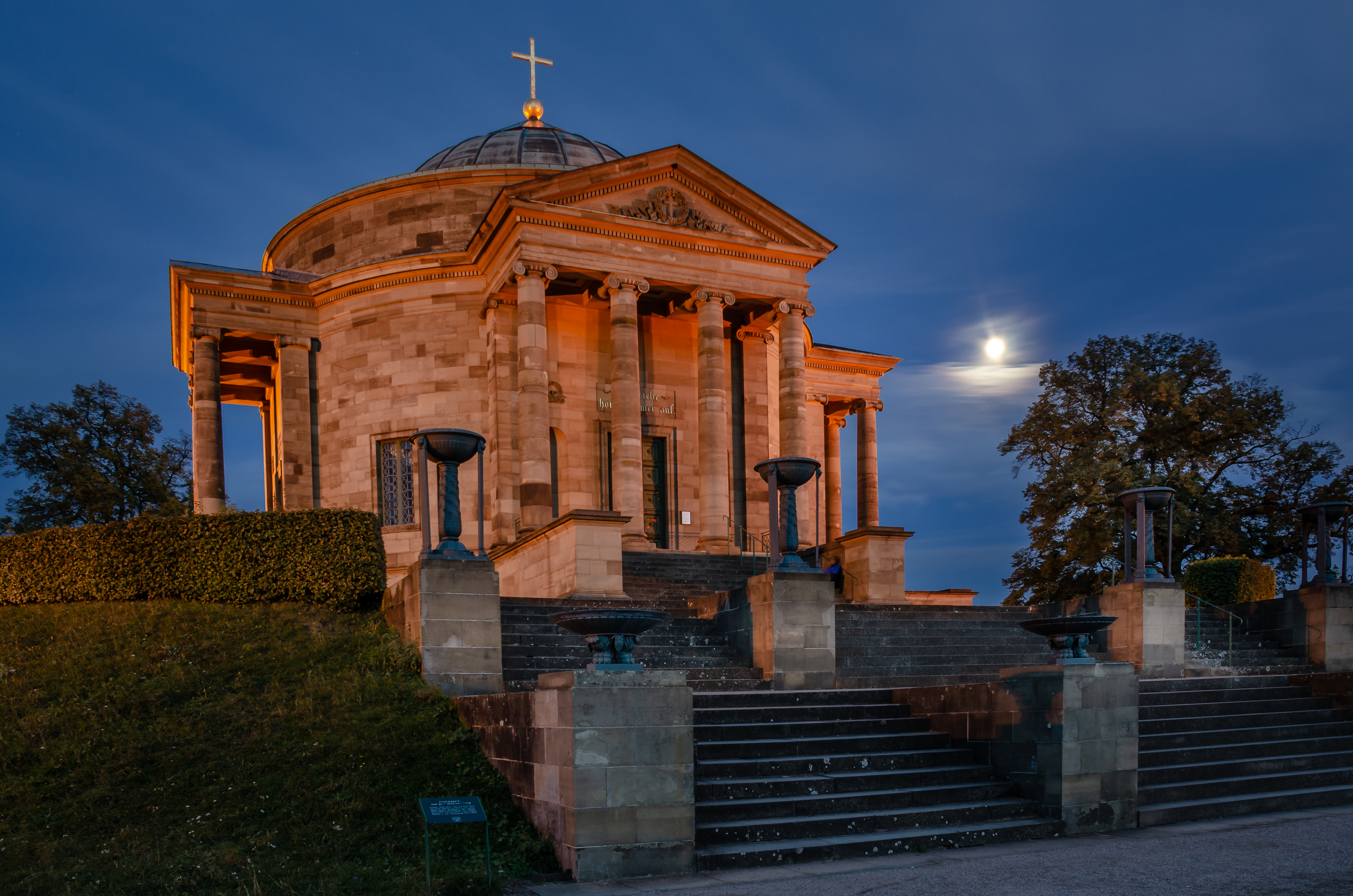
Grabkapelle auf dem Württemberg für Königin Katharina Pawlowna
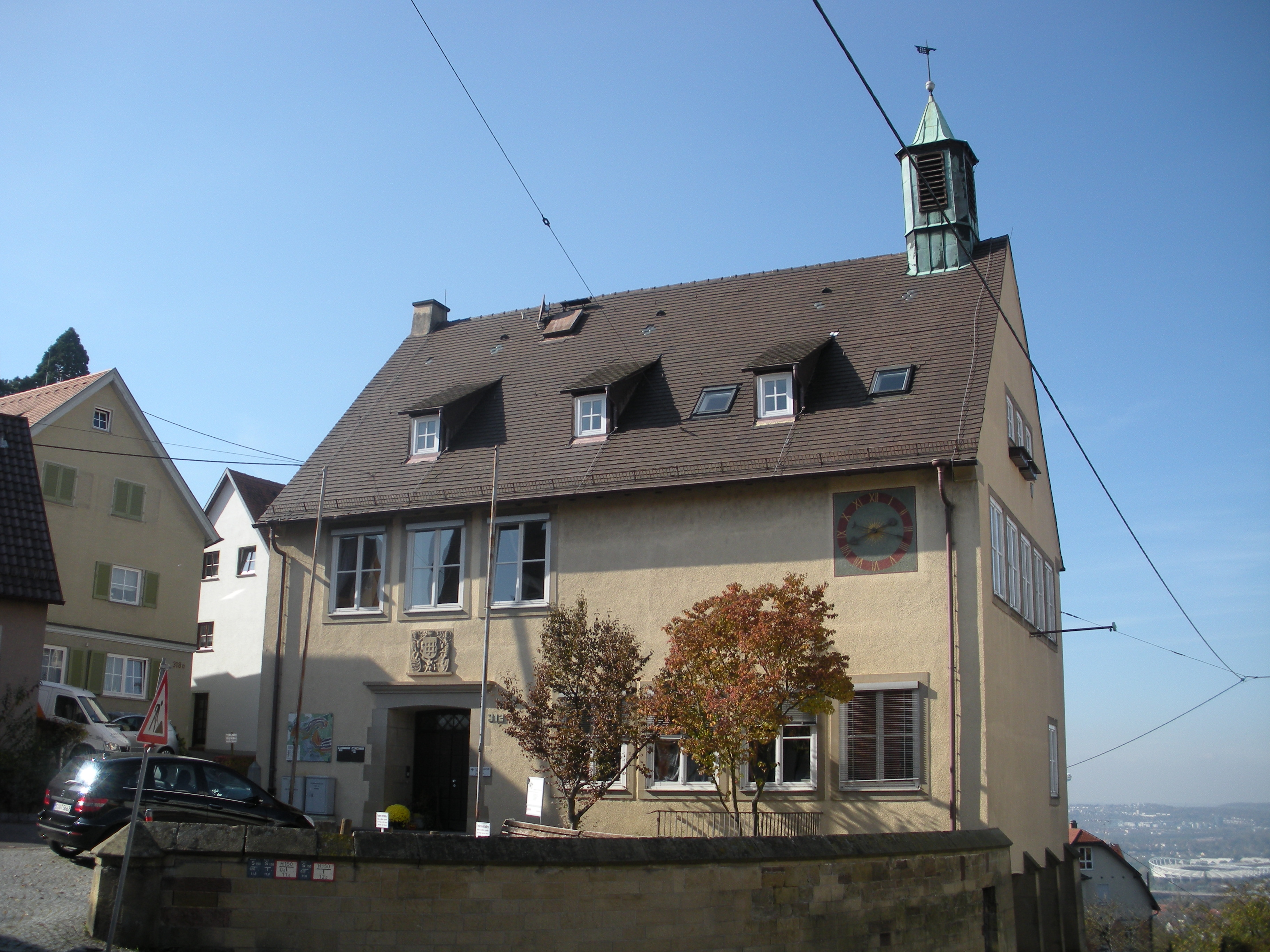
Altes Schulhaus
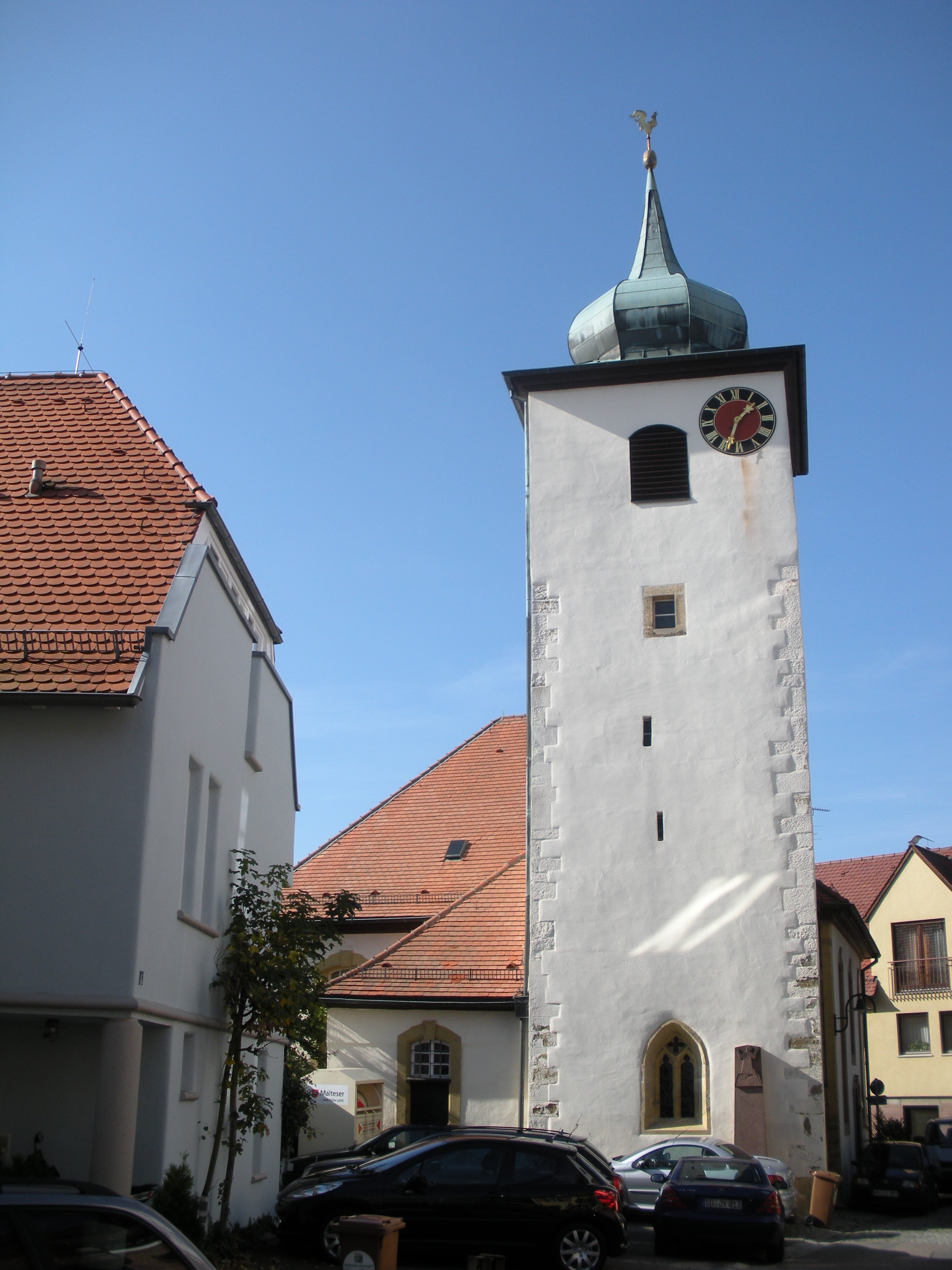
Dorfkirche Rotenberg
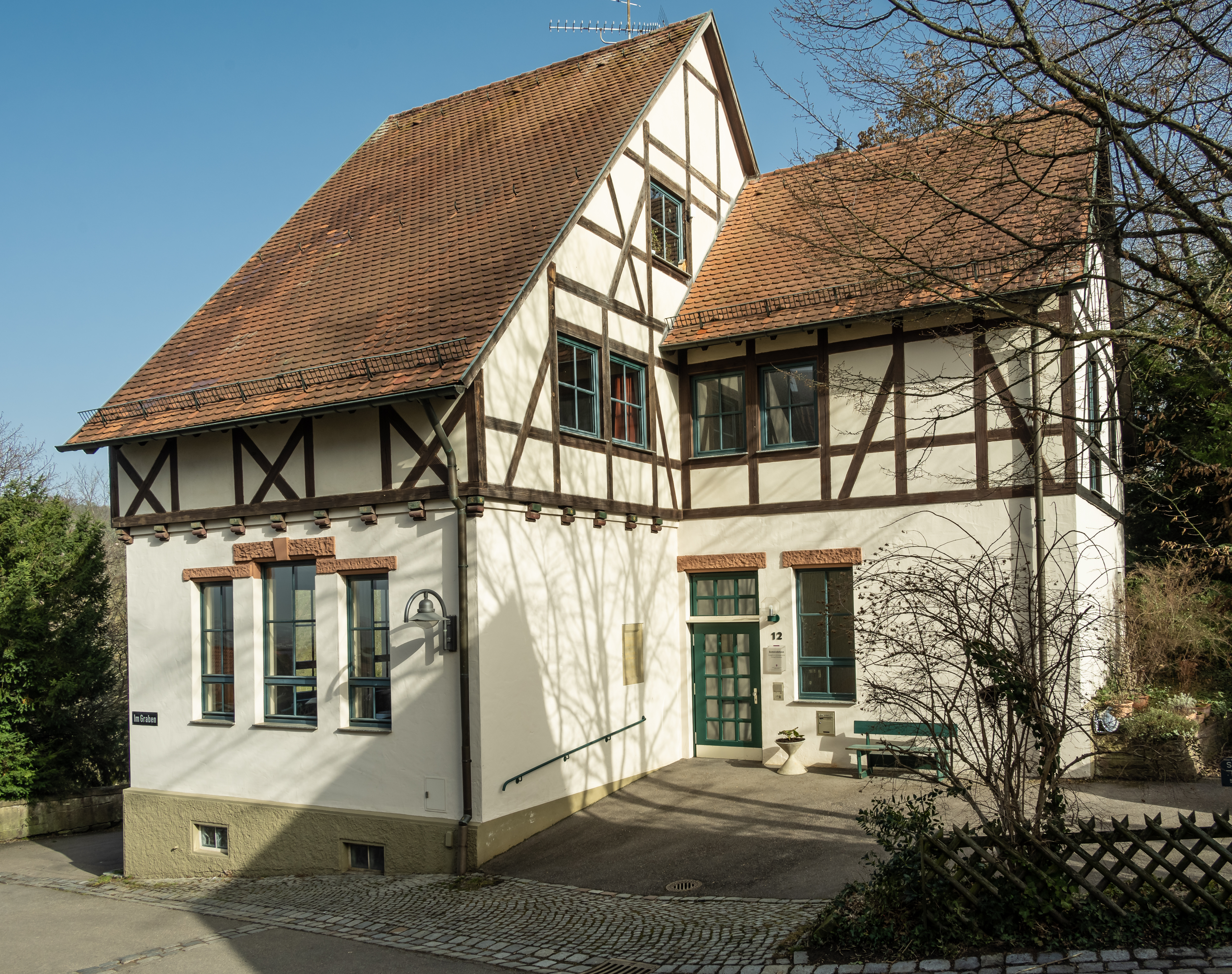
Gemeindehaus
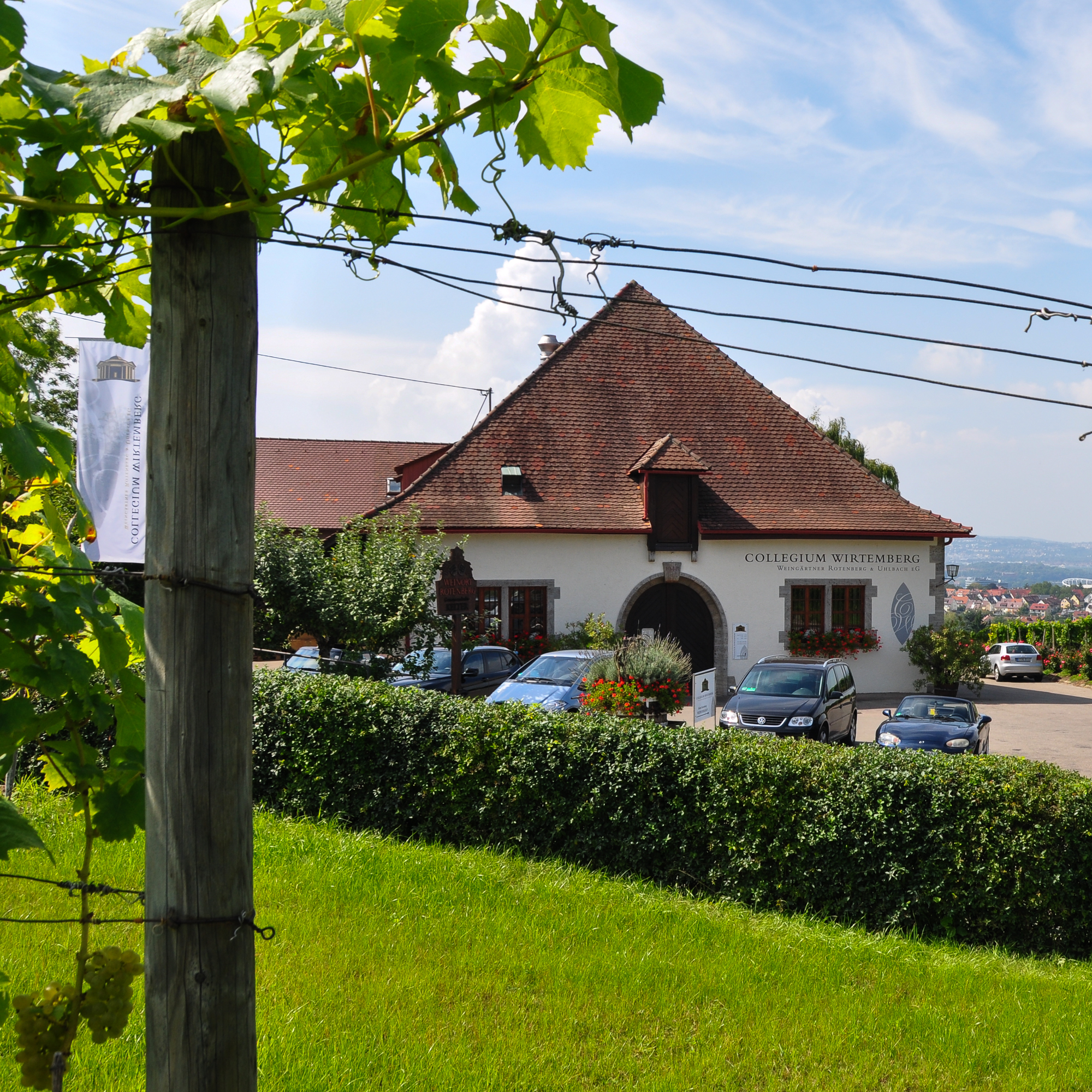
Kelter Rotenberg

## Wappen
| Wappen von Rotenberg | Blasonierung: „In Gold ein schwarzer Rost mit abwärts gekehrtem Griff.“ |
| Wappen von Rotenberg | Wappenbegründung: Das Dorf verwendete im 17. Jahrhundert den Buchstaben R als Dorfsymbol, der im 18. Jahrhundert durch einen Rost ersetzt wurde. Dieser ist das Symbol des heiligen Laurentius, des Schutzpatrons des Dorfes. Es sind keine Farbbilder des Wappens bekannt; die Farben, wie sie heute von Rotenberg verwendet werden, wurden aus dem Wappen von Stuttgart übernommen. |

## Schultheißen bis 1931
- Jörg Hammer 1526
- Jerg Oexle 1561
- Valentin Geyder 1574
- Albrecht Keck 1602
- Georg Geyder 1603
- Mich. Fayh 1642
- Georg Bubeck 1654
- Peter Zoll 1670
- Georg Klingler 1677 bis 1687
- Hans Jakob Laißle 1688 bis 1704
- Martin Wilhelm 1718 bis 1732
- Burgvogt Joh. Wilh. Marz bis 1782
- Joh. Jak. Bernh. Wilhelm bis 1802
- Job. Friedr. Koch 1803 ff.
- Joh. Wilh. Berner bis 1835
- Phil. Friedr. Currle 1835 bis 1865
- Joh. Friedr. Bubeck 1865 bis 1903
- Ernst Berner 1903 bis 1918
- Heinrich Dinkelacker 1918 bis 1931

Quelle: G.Kill, ROTENBERG MIT DEM WÜRTTEMBERG – Ein Gang durchs Dorf

## Persönlichkeiten
- Karl Essig (* 10. Juli 1871 in Rotenberg; † 3. November 1947 in Murrhardt) war als Regierungsrat bei den Oberämtern Heilbronn und Ludwigsburg tätig.
- Käte Schaller-Härlin (* 19. Oktober 1877 in Mangalore, Indien; † 9. Mai 1973 in Stuttgart-Rotenberg), war eine berühmte Portraitmalerin (Gemälde u. a. in der Staatsgalerie Stuttgart).
- Karl Münchinger (* 29. Mai 1915 in Stuttgart; † 13. März 1990 ebenda) war Dirigent und Hochschullehrer in Stuttgart. Er lebte im Haus am Rebenhang.[2]
- Eugen Böhringer (* 22. Januar 1922 in Rotenberg; † 19. Juni 2013 in Stuttgart), war Rennfahrer und Rallye-Europameister, beendete im Jahre 1965 seine erfolgreiche Rennfahrer-Karriere.
- Christian Gentner (* 14. August 1985 in Nürtingen), ist ein deutscher Fußballspieler, der seit 2010 beim Bundesligisten VfB Stuttgart unter Vertrag steht.

Ehrenbürger
- 1926: Alexander Beutter, Pfarrer, Musikgelehrter (1862–1952)

## Veranstaltungen
- Weinfest im August in der Kelter
- Rotenberger Käskipperfest, jährlich am ersten Juli-Wochenende

## Sonstiges
- Der Spitzname Käskipper für die Rotenberger wird gerne aus dem Neid der Nachbargemeinden auf die Privilegien durch die Nähe zur Stammburg der Württemberger erklärt – die Nachbarn bezeichneten den Wirtemberg, den Stolz der Rotenberger, daher gerne als Käsbuckel. Ursprünglich geht die Bezeichnung aber auf die Vorliebe der Rotenberger für den „Luckeleskäs“ („Luckele“: kleine Hühnchen, die man mit dem Käse fütterte) zurück, einen einfachen Quark- und Milchkäse. Der auch „Heähleskäs“ genannte Käse wurde aus einem Topf auf ein Holzbrett gekippt, mit Kümmel und Salz angemacht und zu Brot und Wein verzehrt.

- Stuttgart-Rotenberg gehört zum Kreis der Oberen Neckarvororte und hat somit seit Februar 2008 einen Jugendrat.